# Andizeti
Andizeti (latinsko Andizetes) so bili manjša skupnost ljudi v rodovno-plemenski družbi, ki so naseljevali pokrajino severno od Segestanov.
Andizete omenjata že Plinij in Ptolemaj. Po njunih zgodovinskih opisih so prebivali v jugozahodni Panoniji, severno od Segestanov, najverjetneje na področju današnjega Turopolja pri Veliki Gorici jugovzhodno od Zagreba, ki je dokazano arheološko najdišče poseljeno že od pradavnine.
Andizeti so med panonskimi rodovi morda preostanek starejše poselitve, vsekakor pa so bili od 3. stoletja pr. n. št. dalje močno keltizirani.